# Rainer Kraft (político)
Rainer Kraft (Gräfelfing, 8 de janeiro de 1974) é um político alemão da Alternativa para a Alemanha (AfD) e desde 2017 membro do Bundestag.

## Vida e política
Kraft nasceu em 1974 na cidade de Gräfelfing na Alemanha Ocidental e estudou química e concluiu o seu doutorado em 2002. Kraft entrou para a recém-fundada AfD em 2013 e tornou-se, após as eleições federais alemãs de 2017, membro do Bundestag. Kraft é considerado parte do grupo de direita Der Flügel (a ala).
Kraft nega o consenso científico sobre as mudanças climáticas.